# Афанасьев, Евгений Васильевич
Евге́ний Васи́льевич Афана́сьев (24 июля 1952, Дно, Псковская область — 11 апреля 2015, Димитровград, Ульяновская область) — советский и российский физик, доктор технических наук, профессор БГТУ «Военмех» им. Д. Ф. Устинова (2004—2012), осуждённый за госизмену.

## Биография
Родился 24 июля 1952 года в городе Дно Псковской области.

Окончил в 1976 году Ленинградский механический институт (ныне — БГТУ «Военмех») по распределению был зачислен инженером в ЛИПО «Авангард». 

В 1984 году поступает в аспирантуру, переходит на научную должность и начинает педагогическую работу.

В 1990 г. защищает кандидатскую диссертацию по специальности «Наземные комплексы, стартовое оборудование, эксплуатация летательных аппаратов и их систем», тема диссертации: «Идентификационное моделирование газодинамических процессов несимметричного взаимодействия струи маршевого двигателя с транспортно-пусковым контейнером при минометном старте ракет».

В 1995 г. — ученое звание доцента по кафедре стартовых и технических комплексов ракет и космических аппаратов. 

В 1995 г. поступает в докторантуру и в 2003 г. защищает диссертацию на соискание ученой степени доктора технических наук по той же специальности на тему «Структурно-элементное моделирование струйных течений газовой динамики». 

В 2003 г. — звание «Ветеран БГТУ». 

С 2004 г. работал в должности профессора кафедры. 

В 2006 г. — ученое звание профессора. 

16 марта 2010 года вместе с коллегой, Святославом Бобышевым, арестован по обвинению в госизмене, им вменялась в вину передача Китаю сведений о ракетном комплексе «Булава» в ходе их поездок для чтения лекций в Харбинском университете.

Был задержан и содержался в СИЗО «Лефортово».

В феврале 2012 года прокуратура сформулировала обвинение: «государственная измена в форме выдачи секретных сведений».

В защиту выступили более 70 учёных (среди них — 5 докторов наук, 13 кандидатов), однако это никак не повлияло на дальнейший ход событий.

20 июня 2012 года после судебного процесса, проходившего в закрытом режиме, был вынесен обвинительный приговор: Евгений Васильевич был приговорен к 12 годам и 6 месяцам, а С. Бобышев к 12 годам заключения в колонии строгого режима. Сами учёные своей вины так и не признали.

Умер 11 апреля 2015 года в Димитровграде, в колонии от инфаркта миокарда.